# Perturbator
Perturbator (с англ. — «Возмутитель») (род. 22 января 1993, Париж) — проект французского музыканта Джеймса Кента (англ. James Kent). Он является одним из самых известных музыкантов работающих в жанре синтвейв, подвиде электронной музыки. Кент оказал огромное влияние на синтвейв и его поджанр дарксинт, дав им более зловещее звучание.
Джеймс с детства интересовался музыкой, поэтому ещё до совершеннолетия он был гитаристом во множестве музыкальных групп. После он устал от этого и решил стать синтвейв-исполнителем, так как для этого не нужно было привлекать посторонних людей. По его словам, он основал Perturbator также под впечатлением от фильма «Бомж с Дробовиком». В 2012 году Джеймс начал выпускать альбомы под своим псевдонимом. После того, как он опубликовал Terror 404 и I Am the Night, музыкантом заинтересовалась команда разработчиков игры Hotline Miami. Джеймс согласился создать саундтрек к данной видеоигре, из-за чего получил мировую известность. В том же году Джеймс присоединился к лейблу Blood Music. Позднее он выпустил альбомы Dangerous Days и The Uncanny Valley. К последним двум вышло несколько видеоклипов. Примерно в это же время он основал дополнительный проект — L’Enfant De La Forêt. После музыкант заявил, что синтвейв стал шаблонным и изжил себя. Из-за этого Джеймс решил изменить своё звучание, создав тем самым New Model. Продолжив тенденцию изменения, Кент выпустил Lustful Sacraments. Затем Perturbator объединился с Йоханнесом Перссоном, вокалистом из Cult of Luna, чтобы записать Final Light.
Альтер эго Кента описывается как «Наполовину человек, наполовину синтезатор» (англ. The Legend Says He's Half Human, Half Synthesizer). На концертах музыкант выступает вместе с барабанщиком. Во время выступления он исполняет композиции из The Uncanny Valley, Dangerous Days, New Model и Lustful Sacraments, дополняя это световой хореографией. Музыкант увлекается фильмами прошлого века, чтением книг, и видеоиграми. Джеймсу нравятся многие жанры музыки, благодаря им он получает вдохновение для записи пластинок. Для музыки Perturbator характерна мрачная атмосфера и жёсткий, по сравнению с иной ретро-музыкой, ритм, что роднит данный проект с метал-группами. Более поздние его произведения сочетают в себе готик-рок и постпанк. Вдохновение для проекта Кент черпает из фильмов Джона Карпентера, киберпанка («Акира», «Призрак в доспехах», «Бегущий человек» и т. д.) и культуры VHS B-movie. Помимо этого он черпает вдохновение из музыки разных групп, таких, как The Cure и Cult of Luna. При создании альбомов артист придумывает сюжеты внутри них, стараясь связать их друг с другом.
Творчество Кента было тепло принято критиками. Журнал «Мир фантастики» назвал Dangerous Days самым знаковым альбомом в жанре. The Uncanny Valley многими считался лучшим из его творений. New Model и Lustful Sacraments получили хорошие оценки из-за экспериментов с музыкой. Последний также вошёл в списки лучших альбомов 2021 года по версии журналов Invisible Oranges и Kerrang!. Несмотря на это, музыкант получал критику из-за тематики его песен. После выхода Dangerous Days его сравнивали с неонацистами, а из-за композиции «Vantablack» его обвиняли в изнасиловании.

## История

### Ранние годы
Джеймс Кент родился в Париже в семье британского музыкального критика Ника Кента и журналистки Лоуренс Романс 22 января 1993 года. По словам артиста, то, что он был в семье музыкальных журналистов, дало ему аналитический склад ума, так как с детства Джеймс мог чётко понять, почему те или иные группы ему нравятся. Из-за этого у него появился интерес к музыке, Кент старался слушать новые произведения, которые могли бы ему понравится. С детства он увлекался трэш-металом и дэт-металом. В возрасте 8 лет он впервые попробовал сыграть на синтезаторе фирмы Korg, который был у него дома. Кент заявил, что хоть он и сочинял крайне плохие композиции, но это позволило ему познакомиться с миром музыки. Затем в 11 лет ему подарили гитару, на которой он старался воспроизводить любимые треки от групп Megadeth, Tool и Slayer, но позже ему это наскучило, и Джеймс решил сочинять свои композиции. В юности он был впечатлён альбомом Reign in Blood, по его словам «Altar of Sacrifice» — «самое сильное произведение из когда-либо написанных». Из-за этого в 2008 году Джеймс начал серьёзно относиться к карьере артиста и решил, что будет музыкантом, до конца освоив навыки игры на гитаре. После некоторое время он был гитаристом в различных метал-группах, сумев выступить вживую в нескольких «отвратительных барах». По его словам, группы подростков, в которых он был, создавали музыку в разных поджанрах метала. Однако, либо они все очень быстро распадались, либо Кент не мог развить свои идеи в этих коллективах. В частности 17 лет он стал участником прогрессив-дэт метал группы I the Omniscient, и незадолго до её распада он записал мини-альбом. Он назывался Lost in Nebula и был выпущен 9 апреля 2011.
К 18 годам Джеймс устал от игры в группах и связанной с этим необходимости идти на компромиссы. К тому же у него были проблемы с учёбой. Однако Кент не оставлял экспериментов в музыке. Он решил создать собственный проект, в котором был бы единственным участником, так как больше всего ему хотелось свободы самовыражения. Его привлекала идея стать синтвейв-исполнителем, так как, по его словам, это не требовало барабанщика или басиста. Данное музыкальное направление он выбрал ещё и потому, что он вырос на фильмах 1980 годов. К тому же ему не нравилась современная музыка.

### Начало карьеры (2012—2016)

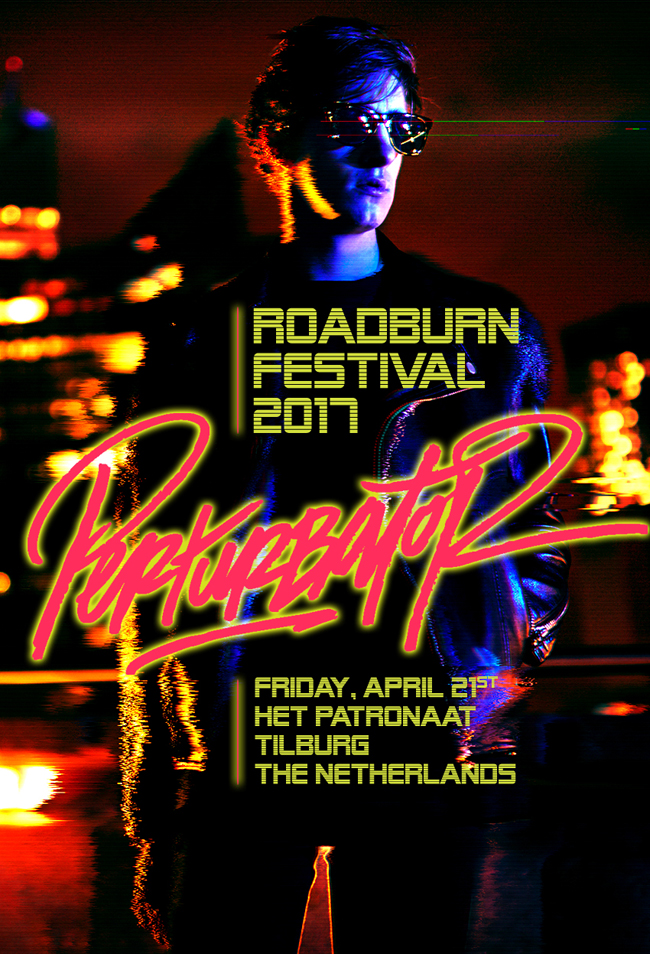
Постер 2016 года с Джеймсом Кентом

На формирование Perturbator повлиял саундтрек Вангелиса к «Бегущему по лезвию». По признанию музыканта, на создание проекта также оказал влияние фильм «Бомж с дробовиком». Самое начало карьеры Джеймса Кента было очень плодотворным. По его словам, тогда он был нетерпеливым, поэтому сочинял композиции, не задумываясь о рекламе, и затем быстро выкладывал их в интернет. В марте 2012 года Кент выпустил дебютный мини-альбом Night Driving Avenger. За оставшийся год он самостоятельно выпустил Terror 404 и I Am the Night, которые стали одними из самых первых в жанре дарксинт. В данных альбомах он вставлял звуковые фрагменты из таких фильмов, как «Телесеть». После релиза I Am the Night с Джеймсом связался Ариель Цукер Брюлл, который решил сотрудничать с Perturbator, чтобы рисовать обложки и комиксы для пластинок. Позднее Terror 404 и I Am The Night заинтересовали разработчиков видеоигры Hotline Miami, поэтому они пригласили музыканта писать саундтрек к ней. Первоначально Кент не был уверен в успехе игры. Он считал, что записал саундтрек «крошечной инди-игры, которая в то время даже выглядела как игра для телефона». Однако его участие в создании саундтрека принесло Кенту мировую известность, так как Hotline Miami стала культовой в том числе из-за высоко оценённой музыки. Также популярным его сделало последующее издание мини-альбома Sexualizer. Специально для данной пластинки Ариель создал обложку в своём стиле. Результат поразил Джеймса, и тот решил нанять Брюлла. В том же году был выпущен был выпущен мини-альбом Nocturne City. Джеймс в интервью утверждал, что стремился создать его похожим на саундтрек к фильму «Бегущий по лезвию». Помимо этого музыкант хотел сделать Nocturne City концептуальным альбомом, но потом отказался от этой идеи. Создатель лейбла Blood Music по прозвищу J увлекался созданием музыки в похожем стиле, поэтому, увидев эту пластинку на форуме Blood Music, тот сразу решил принять Perturbator. С Кентом связался представитель лейбла и попросил того присоединиться. Сперва Джеймс отказывался, но затем стал участником. J в интервью заявил, что не мог предугадать, как поведут себя слушатели, когда на лейбл, в основном посвящённом металле, появится артист, исполняющий только электронную музыку. Позднее Nocturne City был переиздан на лейбле Blood Music.
После выпуска I Am the Night Джеймс решил изредка стал вставлять реплики из фильмов, чтобы не создавать проблем с авторскими правами. По признанию музыканта, тот старался сделать Dangerous Days во всём лучше прошлых альбомов. Запись пластинки длилась около года, поэтому к её концу Джеймс уже не мог слушать данный альбом. Пластинка была выпущена 17 июня 2014 года. Dangerous Days является первым релизом Кента, выпущенным на физических носителях. Данный альбом был очень прибыльным. Основатель Blood Music заявил, что виниловых пластинок Dangerous Days продали в четыре раза больше, чем тот ожидал. Для композиции «She Is Young, She Is Beautiful, She Is Next» фанаты сделали видеоклип в стиле 16-ти битных игр. Результат впечатлил Кента и после обсуждения с лейблом клип стал официальным. Помимо артиста, J также хорошо отзывался о видеоролике. Одна из композиций в Dangerous Days, «Future Club» оказалась очень подходящей по темпу к трейлеру видеоигры Cyberpunk 2077. Из-за этого Кент совместил видеоряд трейлера и звук песни, при этом не изменяя её темп или скорость и опубликовал получившееся видео на YouTube. Затем в 2015 он начал работать над музыкой к игре Hotline Miami 2: Wrong Number. В том же году Perturbator был единственным артистом, не исполняющим метал и издающимся на лейбле Blood Music (в то время как на нём издаются в числе прочих Emperor и Moonsorrow). Примерно в этот промежуток времени артист старался стать одним из участников в создании саундтрека к Cyberpunk 2077 и Star Citizen. Также Perturbator в 2015 году участвовал в создании саундтрека для видеоигры The Last Night от французских разработчиков.
Затем Кент начал создавать пластинку The Uncanny Valley. В ней музыкант стремился соединить всё то, чем являлся проект. В интервью Джеймс заявил, что Dangerous Days изначально должен был быть похожим по звучанию на The Uncanny Valley. Но для этого у него не хватало опыта, чтобы полностью реализовать свой замысел. Во время записи альбома он много слушал джаз, поэтому в некоторых композициях он стремился создать смесь из этого жанра и электроники. Обложку для альбома создавал Ариель Цукер Брюлл. На ней он изобразил полуголую женщину на фоне храма, чтобы привлечь внимание слушателей. Пластинка была выпущена 6 мая 2016 года. В тот же день вышел мини-альбом The Uncanny Valley — Bonus, который вобрал в себя как ремиксы его композиций, так и новые, не попавшие в основную пластинку. Для поддержки The Uncanny Valley музыкант впервые отправился в турне по США в 2017 году. Для The Uncanny Valley вышло два видеоклипа для композиций «Sentient» и «Venger». Клип для первого трека стал дебютным для художника Valenberg. Первоначально планировалось, что будет снят клип стоимостью 30 000 долларов с живыми актёрами, однако было принято решение, что для такого проекта это слишком дорого, и музыкант решил нанять художника. Клип для «Venger» был снят вживую. Специально для него был приглашены Фредерико Пилат и Дэвид Фитт, последний занимался спецэффектами в фильме «Бегущий по лезвию 2049». После выхода The Uncanny Valley и тура по Европе Джеймс пережил эмоциональное выгорание, из-за чего эта пластинка могла стать последней у музыканта. Позднее он успокоил фанатов и заявил, что продолжит выпускать альбомы.

### Смена стиля (2017 — настоящее время)

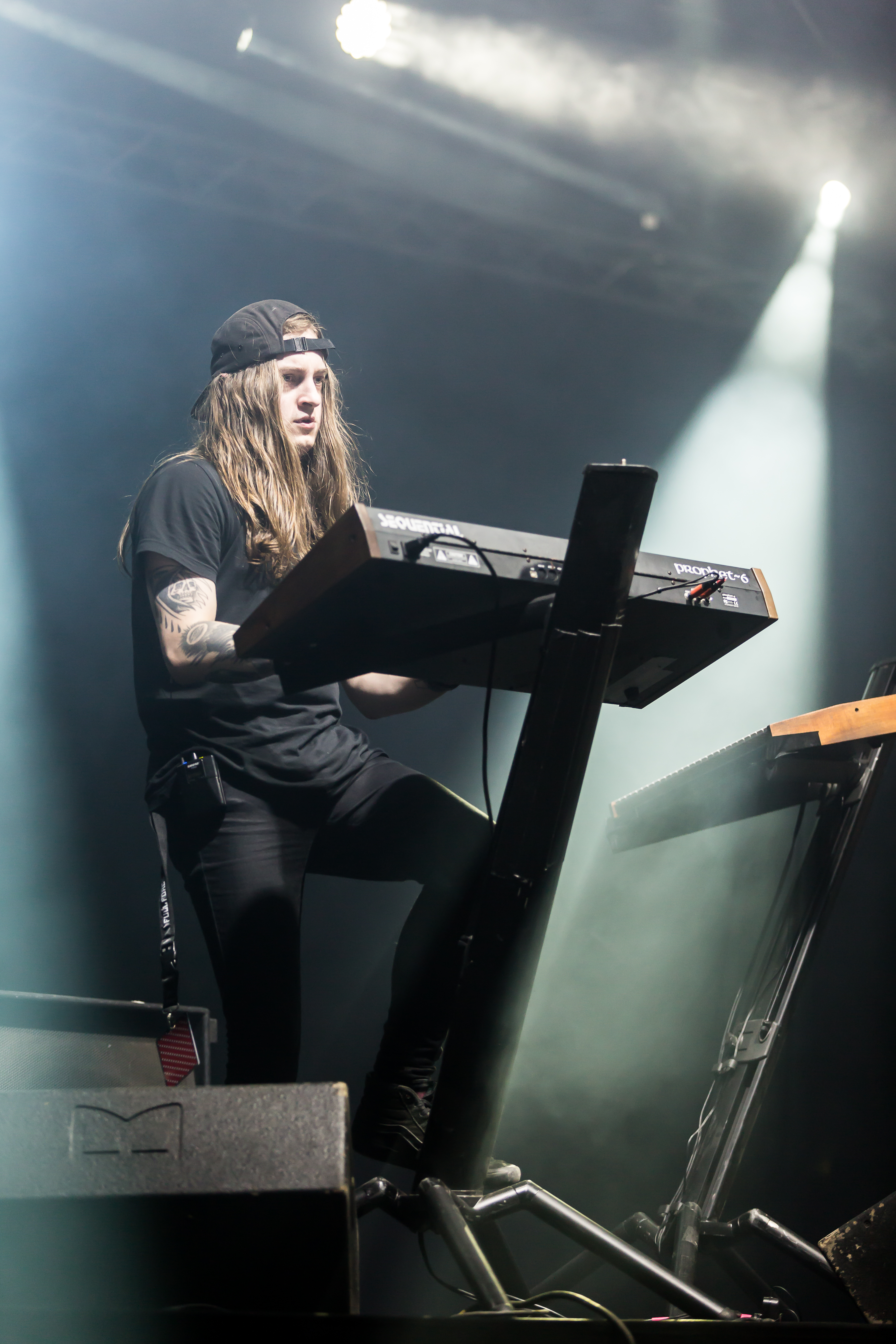
Джеймс Кент на концерте в 2019 году

В 2017 году Кент заявил, что устал от синтвейва, так как, по его мнению, данный жанр стал шаблонным и изжил себя. По его словам, после выхода The Uncanny Valley он пытался создавать композиции в старом стиле, но он понял, что слишком сосредоточился на синтвейве, и тот «ходил кругами». В интервью Bandcamp Perturbator сказал, что музыканты, которые могут менять звучание в своём творчестве, его восхищают. Джеймс осознавал, что изменения в своей музыке могут разочаровать фанатов, но считал, что это для него необходимо. Так появился мини-альбом New Model, в котором звучание было гораздо мрачнее, чем в предыдущих работах музыканта. После релиза New Model музыкант пообещал, что создаст произведение, содержащее в себе эмбиент. В том же году Джеймс Кент участвовал в создании песни «Tired Eyes» для Hangman's Chair. В 2018 он выпустил сборники B-Sides and Remixes vol. I и B-Sides and Remixes vol. II, в котором тот собрал ремиксы как своих, так и чужих композиций. Данный релиз является последнем в классическом стиле Perturbator. В том же году Джеймс Кент участвовал в создании альбома Disco4 :: Part I для американской группы HEALTH. Позже он выпустил сингл «Body/Prison», к которому вышел видеоклип. В 2019 году принял участие в документальном фильме Ивана Кастеля The Rise of the Synths, посвященному становлению синтвейва, кроме того, им был записан специальный трек для саундтрека к фильму.
В том же году вышел сингл «Excess» для будущего альбома Lustful Sacraments. Также незадолго до выхода альбома музыкант попросил группы Health, Pig Destroyer, Author & Punisher, She Past Away, INVSN и OddZoo, записать к синглу «Excess» свои каверы. При этом им давалась полная творческая свобода. После он выпустил мини-альбом Excess, в котором были собраны данные ремиксы. Помимо «Excess» вышло ещё два сингла для пластинки: «Death of the Soul» и «Dethroned Under a Funeral Haze». После релиза New Model Perturbator часто гастролировал, поэтому заниматься новыми альбомами ему было трудно. В 2020 году началась пандемия COVID-19, поэтому из-за самоизоляции у музыканта появилось свободное время, и он решил заняться своим новым творением — Lustful Sacraments. Джеймсу удалось записать альбом всего за месяц в студии у себя дома. Во время создания музыкант хотел записать песни самостоятельно, но у него не получалось петь, поэтому он решил говорить под музыку. В этой пластинке музыкант решил развить стиль, придуманный им для New Model. Для композиции «God Says» была приглашена группа Hangman’s Chair. По их заявлению, они согласились, чтобы поблагодарить Кента за его помощь в записи «Tired Eyes». Иллюстрацию нарисовал его друг, Матиас Леонард. Альбом вышел в мае 2021 года. Специально для данной пластинки сайт проекта был изменён под новый стиль. Джеймс Кент после релиза объявил, что перестал сотрудничать с Blood Music. После он основал лейбл Music of the Void, под которым он начал выпускать новые пластинки как от его основного проекта, так и дополнительных. Джеймс заявил, что помимо него на данном лейбле будут происходить релизы музыкантов, которых он любит. 
В 2022 году Джеймс вновь начал гастролировать. C конца августа по середину сентября он выступал в Америке с Street Sects и HEALTH, а после — в Европейском Союзе с Author & Punisher. В конце октября он выступал в Польше. Perturbator продолжал давать концерты и годом спустя. Так, например, в 2023 году он и Carpenter Brut организовали тур по странам Европейского Союза. В 2024 году Perturbator совместно с другими музыкантами принял участие в создании саундтрека для комикса-продолжения фильма «Американский Психопат». В том же году Джеймс занимался продюсированием и аранжировкой треков в альбоме Mond от французской группы Soror Dolorosa (фр. Soror Dolorosa). Затем Perturbator стал работать над новым альбомом. В 2025 году Джеймс Кент закончил работу и объявил, что заключил контракт с немецким лейблом Nuclear Blast специально для выпуска пластинки и для работы над новыми проектами. Также музыкант анонсировал тур по Европе, который состоится осенью 2025 года совместно с Kælan Mikla и GOST.

## Другие проекты
Помимо своего основного проекта, Джеймс участвует в трёх других, созданных по его инициативе. 13 января 2015 года он объявил о создании нового проекта — L’Enfant De La Forêt. Сам музыкант охарактеризовал его, как предтечу New Model, в которой сочетаются многие жанры. Он сказал, что создал его, чтобы расслабиться, и никогда не стремился к популярности проекта. Также Кент заявил, что данный сайд-проект является «очень личным», в котором он чувствует себя наиболее комфортно. Последний альбом L’Enfant De La Forêt, Strangled, был выпущен в 2018 году. В конце 2020 Джеймс Кент создал проект Ruin Of Romantics, куда вошёл он, Мехди Тепеньер из Hangman’s Chair, Франсис Каст из Dysfunctional By Choice и бывший участник Mass Hysteria Винс Мерсье. 29 октября они выпустили первый альбом Velvet Dawn на Music of the Void. Созданная группа решила писать музыку в жанре шугейз с элементами эмбиента. При этом Кент сказал, что он не отвечает в группе за что-то конкретное и делает всё понемногу. В частности, Perturbator занимался несколькими обложками.
Спустя год Йоханнес Перссон, вокалист из Cult of Luna, и Джеймс Кент объединились и создали проект Final Light. Впервые они познакомились, когда Джеймсу предложили сделать ремикс одной из композиций Cult of Luna. Йоханнес был очень впечатлён проделанной работой Кента, поэтому после он пришёл на его концерт в Стокгольме в 2019 году. Сам же Perturbator был ещё в юности фанатом творчества группы. Уолтер Хоэймейкерс попросил их создать альбом специально для Roadburn Festival. По его замыслу Perturbator должен был выбрать кого-то из музыкантов и вместе с ним записать час музыки. Это озадачило Кента, так как он привык не торопиться в создании альбомов. Впоследствии музыканты встретились и решили, что в музыкальном плане у них много общего, поэтом они стали сотрудничать для выступления на данном мероприятии. Джеймс Кент наряду с Эммой Рут был объявлен куратором Roadburn Festival. Однако из-за пандемии COVID-19 фестиваль был отменён. После они записали пластинку, совпадающую с названием их нового проекта, Final Light, выпустив при этом сингл «In the Void». Релиз пластинки состоялся 24 июня 2022 года на лейбле Red Creek. Однако данный проект был создан только для альбома Final Light, поэтому Кент и Перссон не стали больше публиковать своих совместных пластинок. Тем не менее оба музыканта хорошо отзывались о проделанной работе, а Perturbator заявил, что надеется на дальнейшее сотрудничество.

## Личная жизнь

### Выступления

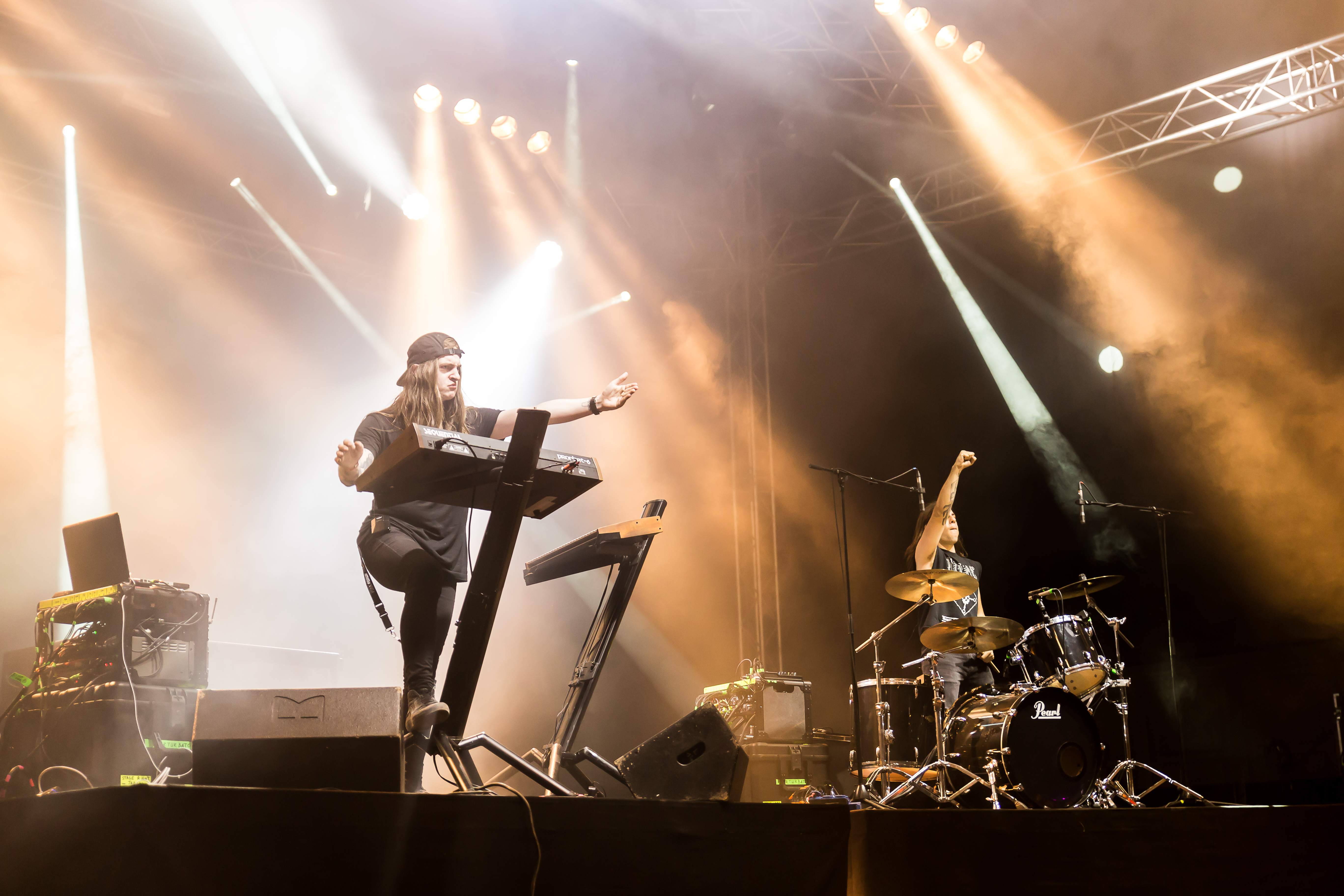
На концертах Джеймс Кент выступает с барабанщиком Диланом Хиардом

Концерты нередко происходят на нетипичных фестивалях — так, в 2015 году Кент давал выступление на фестивале индастриал-метала. С 2017 года на публике музыкант стал выступать не один, теперь на концерте с ним выходит барабанщик Дилан Хиард, ударник из Worst Doubt. Из-за этого конструкция сцены и формат выступлений изменились. Во время концертов Джеймс на синтезаторе исполняет композиции из New Model, Dangerous Days и The Uncanny Valley, совмещая это с световой хореографией, освещающей зал. По словам музыканта, это нужно для того, чтобы произвести впечатление на слушателей, но не «затмить» выступающую команду. Иногда на концертах случаются инциденты. Так во время выступления в Лас-Вегасе в 2019 году Кент должен был выступать примерно час. Однако некая панк-группа, игравшая перед ним, заняла всё его концертное время. После этого вовсе начались проблемы с оборудованием. После выхода Lustful Sacraments Кент объявил, что на концертах он не перестанет проигрывать старые композиции. Для песен из новой пластинки он пообещал больше использовать гитары и свет во время представления. Так музыкант стал совмещать новые песни вроде «Dethroned Under A Funeral Haze», «Death Of The Soul» и старые, как «Neo Tokyo». При этом артист старается делать плавные переходы между композициями. После формирования проекта Final Light Джеймсу и Йоханнесу формат выступлений изменился. Для исполнения композиций им понадобилась акустическая ударная установка, однако Дилану было бы неудобно играть сразу на двух инструментах. Из-за этого они пригласили Бирука Трепье из Hangman’s Chair.
Сами же выступления журналисты описывают как «нечто среднее между рейвом и концертом Metallica». Во время его выступления в Стокгольме зал, рассчитанный на 800 человек был переполнен. Давид Шаки отмечал, что Dan Terminus, музыкант, играющий в похожей стилистике, не смог собрать полный зал, в отличие от Джеймса. Выступление Perturbator в октябре 2022 года было хорошо оценено Леонором Ананке. Он заявил, что на нём было лучшее световое шоу последних лет. Однако рецензенту не понравилось обилие старых композиций музыканта.

### Увлечения и взгляды
В интервью Джеймс Кент признался, что любит играть в такие видеоигры, как GTA 5 и Contra 3, пока не занимается музыкой. В частности, он заявил, что является большим поклонником серии Fallout, в особенности ему нравится Fallout: New Vegas. Также он заявил, что ему нравятся франшизы Metal Gear Solid и Silent Hill. В 2017 году Perturbator начал играть в Observer. Помимо игр музыкант любит смотреть фильмы прошлого века. Среди более новых кинолент ему больше всего понравился «Бегущий по лезвию 2049». «Кунг Фьюри» ему, наоборот, не понравился. Он сказал, что стилистика 80-х сперва смешная, но затем начинает раздражать. В интервью 2017 года Кент сказал, что он много читает, но не находит время закончить книги. Среди понравившихся он назвал «Мастера и Маргариту» Булгакова и «Все завтрашние вечеринки» Гибсона. Кенту понравилась Россия после визита туда со своей русской женой. Больше всего ему запомнилась архитектура, сочетающая в себе брутализм СССР и стиль более современных зданий. Помимо этого Лас Вегас сильно впечатлил Джеймса, и это повлияло на создание альбома Lustful Sacraments.
Среди жанров Джеймс больше всего любит метал. По его словам, из-за этого увлечения он создаёт альбомы, будто они в этом жанре. Джеймс считает, что из-за этого его музыка так популярна среди металлистов. Жанры музыки, которые слушает Perturbator, влияют на пластинки, которые тот выпускает. При создании The Uncanny Valley автор слушал джаз, а, создавая New Model — EBM и трэп. Вопреки расхожему мнению, Джеймс не презирает синтвейв. Напротив, время от времени он слушает таких композиторов, как Power Glove и Lazerhawk. Помимо данного жанра он также любит фанк, шугейз и рэп.
В юном возрасте Кент много раз читал «Сатанинскую Библию», что пробудило у него интерес к оккультизму. Однако Perturbator заявил, что не разделяет мировоззрение как сатанистов, так и прочих религиозных людей. Тем не менее, по его словам, большинство аспектов сатанизма находят в нём отклик. Джеймс — пессимист, он заявлял, что это вылилось в его музыкальный стиль — смесь блэк-метала и киберпанка. По мнению артиста, она наглядно демонстрирует мрачное настоящее и зловещее будущее. Несмотря на это, он не относится к современным технологиям плохо. В интервью музыкант часто признавался в том, что считает мир движущимся в антиутопию. В 2017 году при записи New Model он заявлял, что обстановка в мире ему не нравится. В интервью журналу Metal Hammer он сказал, что политика стала несерьёзной, а «мир катится в тартарары».

## Стиль
Джеймс Кент является одним из основателей и популяризаторов жанра синтвейв. В отличие от таких композиторов, как Kavinsky, Джеймс стремился создать самобытную музыку с ностальгией по 1980-м годам. Именно благодаря ранним альбомам Perturbator, таким как I Am the Night, музыка в этом жанре стала более зловещей. Другие альбомы, такие, как The Uncanny Valley и Dangerous Days также оказали значительное влияние на жанр и определили стилистику жанра дарксинт, подвид синтвейва. Его альтер эго описывается как «Наполовину человек, наполовину синтезатор» (англ. The Legend Says He's Half Human, Half Synthesizer).
Многие его композиции сочетают в себе электронную музыку и металл. На звучание музыканта повлияли такие коллективы,  как Cult of Luna и Electric Wizard, Front 242, DAF, Killing Joke, The Sisters of Mercy и The Cure. В композициях альбома активно используются синтезаторы. Более ранние творения Джеймса, такие, как I am the Night и Nocturne City очень похожи на музыку из 80-х. А Sexualizer практически полностью состоит из диско музыки. Сам Кент определял стиль Perturbator как «актуально звучащий киберпанк». Большинство композиций из его альбомов состоят из быстрых, агрессивных и ритмичных композиций. В The Uncanny Valley некоторые композиции могут не набирать темп, а резко начинаться, как, например, «The Cult of 2112» или «Neo Tokyo». По мнению критиков, некоторые песни из его дискографии подходят для сцен погони. В альбомах регулярно участвуют приглашённые певцы. Так, например, для озвучек песен были приглашены Джаред Никерсон и Хейли Стюарт из Dead Astronauts и Изабелла Головерсик. Последняя ранее пела в альбоме I Am the Night.
После выхода New Model стиль Джеймса Кента подвергся изменению. Данный мини-альбом стал гораздо мрачнее, чем его прошлое творчество. Сам Кент сказал, что данная пластинка более индустриальная. По мнению критиков именно New Model повлиял на жанр. Дальнейшие эксперименты над музыкой породили Lustful Sacraments. В нём сочетаются многие жанры, такие как EBM, постпанк и готик-рок. Электронную музыку звучание напоминает лишь частично. Из-за изменений Кент в интервью не смог дать чёткого комментария, в каком стиле теперь он играет. Он заявил, что теперь его музыка — смесь всего, что он любит.

### Создание альбомов и их концепция

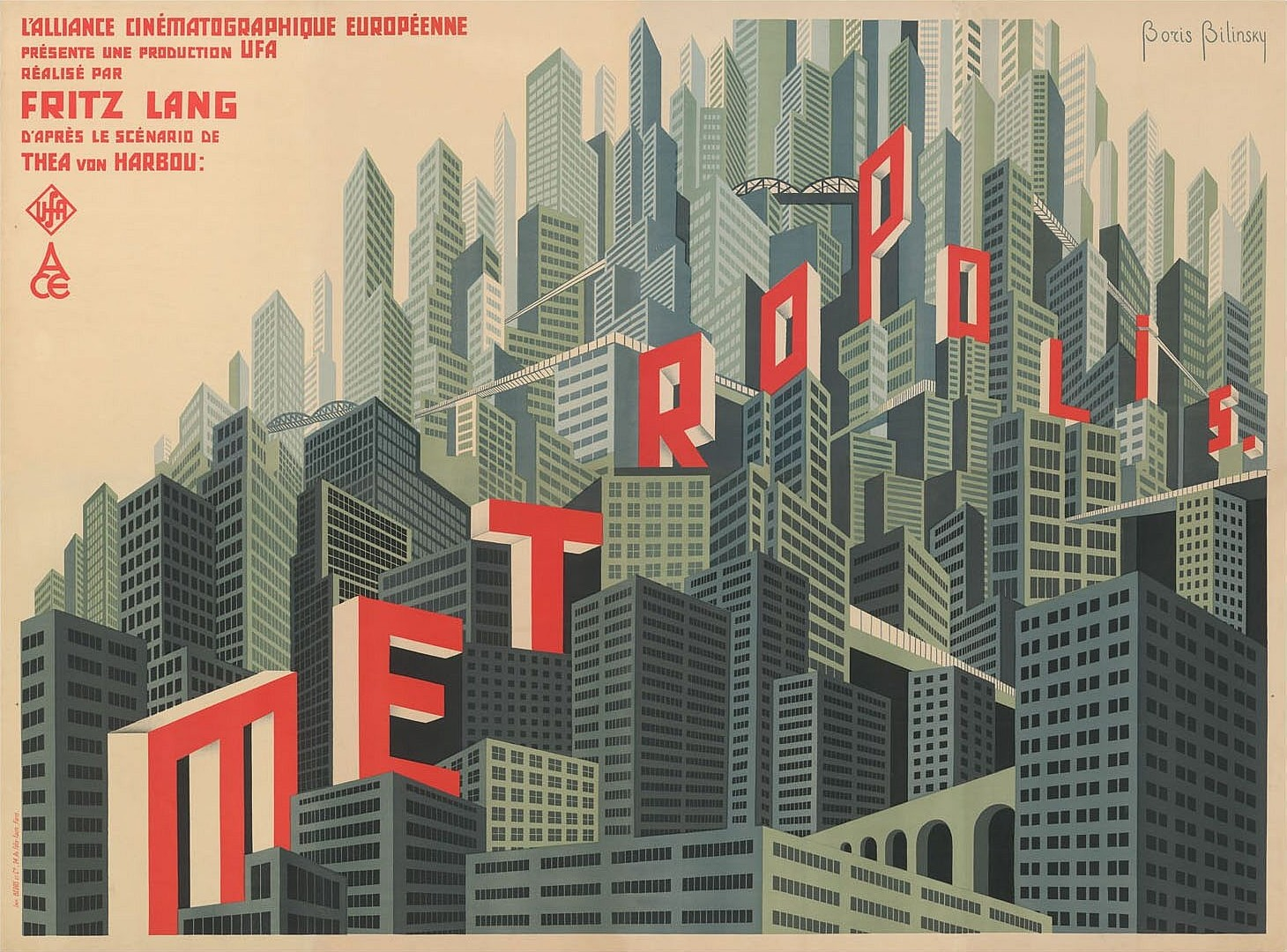
В альбоме Lustful Sacraments повествуется о городе, вдохновлённым Метрополисом

Perturbator при записи вдохновляется многими фильмами прошлого века, такими, как «Суспирия», «Бегущий по лезвию». На звучание в The Uncanny Valley повлияли культовые аниме в жанре киберпанк: «Призрак в Доспехах» и «Акира». В The Uncanny Valley композиция «Neo Tokyo» названа в честь города, о котором повествуется в работе Кацухиро Отомо. По признанию музыканта, это было сделано для того, чтобы «сделать саундтреки в стиле Джона Карпентера к фильмам, которых не существует». В интервью артист заявил, что он начал создавать концептуальные альбомы, так как ему не нравились альбомы с песнями без цели. Из-за этого он решил создавать саундтреки к фильмам, но из-за сложности Джеймс решил писать музыку к несуществующим фильмам. При записи Кент использует аутентичную технику 1980-х годов или её эмуляторы. Композиции, по его словам, могут быть созданы либо за несколько часов, как, к примеру, «Future Club», либо за несколько месяцев. При этом он старается каждый следующий альбом сделать лучше, чем предыдущий. Также когда тот создаёт музыку для пластинки, его мысли представляют собой «плавильный котёл всех моих чувств», поэтому в альбомах сочетаются многие жанры. У Джеймса довольно много знакомых, которые помогают ему в создании альбомов. Так Матиас Леонард создавал обложку для Lustful Sacraments, а для The Uncanny Valley её нарисовал Ариель Цукер-Брюлл. Однако и Кент старается помогать другим музыкантам.
Во время создания Dangerous Days Джеймс Кент решил больше не полагаться на поп-культуру, а создать собственную вымышленную вселенную, которая была бы самобытной. В своём творчестве Кент стремится соединить сюжетно все альбомы, поэтому каждая пластинка связана с предыдущей. В основном его творчество посвящено искусственному интеллекту, роботам и научной фантастике, либо философским и психологическим концепциям, таким, как Василиск Роко и гедонизм. Также музыкант сказал, что во многих его пластинках содержатся нигиллистические мотивы. В частности Lustful Sacraments «речь идет о саморазрушении, о том, как люди склонны разрушать себя через зависимости». По заявлениям Джеймса, его любимые альбомы, такие как Goblin от Tyler, The Creator имели собственный сюжет, поэтому он считает, что каждая пластинка должна быть похожей на путешествие для людей, слушающих её от начала до конца. Помимо этого на обложках часто встречаются женщины, изображённые в сексуальных позах. Основатель Blood Music сказал, что именно они являются главными героинями альбомов, хоть и сюжет преподносится от второго лица. По этой причине во смногих иллюстрациях Ариэля женщины выглядят так, как будто им что-то угрожает, напоминая этим обложки фильмов 1980-х годов, которые тем самым заманивали зрителей. При этом девушки на иллюстрациях похожи на образ роковой женщины, который часто встречается в киберпанке.

#### Сюжет
В I Am the Night повествуется о человеке, которому нечего терять, и тот бродит по улицам тёмного города. В Dangerous Days действие происходит в 2088 году в ночном городе (англ. Nocturne City). Главный герой стремится остановить оцифрованного Сатану, который желает уничтожить человечество. В финальной композиции альбома герою удаётся одержать пиррову победу над дьяволом. Следующее его творение, The Uncanny Valley, продолжает данную историю. Действие происходит спустя 24 года в Токио. Альбом повествует о религиозном культе, который мечтает поработить жителей города. Он возник после событий в Dangerous Days. В результате этой борьбы случается война людей против машин. Также артист заявил, что The Uncanny Valley о роботах, более продвинутые, чем люди и о недоброжелательном искусственном интеллекте — Василиске Роко. Мини-альбом The Uncanny Valley — Bonus является эпилогом альбома 2016 года и включает в себя «дальнейшие размышления на темы в рамках сюжетной линии». В отличие от прочих пластинок, New Model не повествует о чём-то конкретном. Однако главная тема альбома — вред, причиняемы искусственным интеллектом человеку. Lustful Sacraments рассказывает о городе, являющимся воплощением гедонизма. В нём нет запретов, поэтому горожане постоянно веселятся и употребляют наркотики.

## Оценка творчества
По словам владельца лейбла Blood Music, альбом Dangerous Days является бестселлером лейбла, а сам музыкант — самым популярным исполнителем, который, присоединившись к Blood Music, создал «волну шока» среди фанатов метала и ретровейва. Критики и слушатели отмечают жёсткость мелодий и мрачность атмосферы альбомов, роднящих музыку Perturbator скорее с дарквейв или метал-альбомами, чем с более мягкими и медлительными композициями коллег по жанру. Евгений Ткачёв в аннотации интервью с артистом представил его стилистику так:
Если большинство артистов в новоявленном жанре вдохновляется стилистикой сериала «Полиция Майами», детскими воспоминаниями о залах игровых автоматов и девушками с пышными шевелюрами с глянцевых обложек 80-х, то когда слышишь музыку Perturbator, то на ум приходят мрачные фильмы Джона Карпентера, «Бегущий по лезвию», атмосфера нуар-киберпанка, вечная тьма ночного города в неоновых огнях.
Скрытый сюжет альбомов хвалился рецензентами, иногда критики подробно его расписывали, как Джеймс Холлоуэй, обозревая Dangerous Days. Джефф Трэппел, автор ежемесячного журнала Decibel, в рецензии на альбом Dangerous Days описывал его как «более металличный, чем последний альбом Wolves in the Throne Room». Александр Киселёв в журнале «Мир фантастики» охарактеризовал данную пластинку, как «Самый известный и самый знаковый альбом ретросинтвейва, который открыл жанр многим слушателям, далёким от мира видеоигр и кино». Критик на сайте MetalSucks отмечал, что некоторые композиции позволяют увидеть картину происходящего в The Uncanny Valley, однако некоторые композиции способны разочаровать. На том же интернет-ресурсе композиция «Neo Tokyo» попала в список лучших синтвейв-треков, которые понравятся любителям метала. По мнению рецензентов The Uncanny Valley на 2016 год являлся лучшим у него. В 2021 году на сайте Electrozombies был опубликован список десяти лучших альбомов в жанре дарксинт, где данная пластинка заняла первое место. На том же сайте Престон Крам заявил, что The Uncanny Valley сильно повлияла на дарксинт.
Более поздние его творения также были высоко оценены. Дом Лоусон в журнале Metal Hammer хвалил New Model за то, что в нём автор сделал шаг вперёд. Также этот альбом сравнивали с Nocturne City, который был назван классическим представителем синтвейва. За эксперименты с музыкой в Lustful Sacraments критики хвалили музыканта и отмечали его развитие. В частности Джо Эдвардс из Boolin Tunes назвал пластинку новой эрой музыканта. В журналах Kerrang! и Invisible Oranges данная пластинка вошла в списки лучших релизов 2021 года. Однако Карл Фишер на сайте Games, Brrraaains & A Head-Banging Life написал, что Lustful Sacraments не понравится поклонникам синтвейва. Совместный альбом Final Light получил положительные рецензии от обозревателей. Критик на сайте Angry Metal Guy отметил умелую смесь постметала и синтвейва. На сайте Games, Brrraaains & A Head-Banging Life Карл Фишер назвал Final Light «чертовски гостеприимным», что несмотря на то, что альбом может отпугнуть фанатов как Perturbator, так и Cult of Luna. Помимо этого о композиции «In the Void» хорошо отзывался барабанщик группы Refused, Дэвид Сандстрём.

### Скандалы
Джеймс Кент несколько раз подвергался критике и обвинениям из-за тематики его песен. Во время релиза Dangerous Days произошла стрельба в школе Санта-Фе, при этом у подозреваемого в ней обложка данного альбома была на фотографии профиля в Facebook. После была выпущена статья о связи синтвейва и неонацистов, в которой был упомянут Кент. Затем телеканал CNN выпустил репортаж про данный инцидент, упомянув композицию «Humans Are Such Easy Prey», в которой якобы поощрялось насилие. При этом Кент крайне негативно отреагировал на сравнение его с неонацистами, а в интервью журналу Invisible Oranges сказал, что из-за данного инцидента он теперь опасается делиться своим мнением в Twitter из-за возможной критики.
После выхода New Model Perturbator был осужден некоторыми людьми, которым послышалось, что в композиции «Vantablack» присутствует извинение за изнасилование. После этого Кент пояснил, что в песне поётся про БДСМ-отношения со стороны доминирующего партнёра.

## Дискография

### Альбомы
| Год  | Название           | Лейбл       | Прим.   |
| ---- | ------------------ | ----------- | ------- |
| 2012 | TERROR 404         | нет         | [ 112 ] |
| 2012 | I Am the Night     | нет         | [ 113 ] |
| 2014 | Dangerous Days     | Blood Music | [ 114 ] |
| 2016 | The Uncanny Valley | Blood Music | [ 115 ] |
| 2021 | Lustful Sacraments | Blood Music | [ 116 ] |
| 2022 | Final Light        | Red Creek   | [ 117 ] |

### Сборники
| Год  | Название                     | Лейбл       | Прим.   |
| ---- | ---------------------------- | ----------- | ------- |
| 2018 | B-Sides and Remixes, Vol. I  | Blood Music | [ 118 ] |
| 2018 | B-Sides and Remixes, Vol. II | Blood Music | [ 41 ]  |

### Мини-альбомы
| Год  | Название                   | Лейбл                  | Прим.   |
| ---- | -------------------------- | ---------------------- | ------- |
| 2012 | Night Driving Avenger      | нет                    | [ 119 ] |
| 2012 | Nocturne City              | Aphasia Records        | [ 120 ] |
| 2012 | The 80s Slasher            | Aphasia Records        | [ 121 ] |
| 2013 | Split                      | Revolving Door Records | [ 122 ] |
| 2013 | Sexualizer                 | Aphasia Records        | [ 123 ] |
| 2016 | The Uncanny Valley ― Bonus | Blood Music            | [ 124 ] |
| 2017 | New Model                  | Blood Music            | [ 125 ] |
| 2021 | Excess                     | Blood Music            | [ 46 ]  |

### Синглы
| Год  | Название                                                                       | Альбом                                                                       | Прим.   |
| ---- | ------------------------------------------------------------------------------ | ---------------------------------------------------------------------------- | ------- |
| 2014 | «She Moves Like a Knife»                                                       | The Uncanny Valley                                                           | [ 126 ] |
| 2015 | «She is Young, She is Beautiful, She is Next»                                  | Dangerous Days                                                               | [ 127 ] |
| 2015 | «Assault»                                                                      | The Uncanny Valley                                                           | [ 128 ] |
| 2016 | «Neo Tokyo»                                                                    | The Uncanny Valley                                                           | [ 129 ] |
| 2016 | «Tactical Precision Disarray»                                                  | New Model                                                                    | [ 130 ] |
| 2017 | «Vantablack»                                                                   | New Model                                                                    | [ 131 ] |
| 2018 | «Body/Prison»                                                                  | Disco4 :: Part I                                                             | [ 132 ] |
| 2019 | «Excess»                                                                       | Lustful Sacraments                                                           | [ 45 ]  |
| 2021 | «Death of the Soul»                                                            | Lustful Sacraments                                                           | [ 48 ]  |
| 2021 | «Dethroned Under A Funeral Haze»                                               | Lustful Sacraments                                                           | [ 49 ]  |
| 2022 | «In the Void»                                                                  | Final Light                                                                  | [ 133 ] |
| 2023 | «Les Horizons Mélancoliques (feat. Perturbator)»                               | Phantasma                                                                    | [ 134 ] |
| 2023 | «Dangerous (feat. Kabbel) (From The "American Psyho" Comic Series Soundtrack)» | Dangerous (feat. Kabbel) (From The "American Psyho" Comic Series Soundtrack) | [ 135 ] |
| 2024 | «Bloodlust (Inspired By The Motion Picture "Divinity")»                        | Bloodlust (Inspired By The Motion Picture "Divinity")                        | [ 136 ] |
| 2025 | «The Art of War»                                                               | Age of Aquarius                                                              | [ 137 ] |
| 2025 | «Apocalypse Now (feat. Ulver)»                                                 | Age of Aquarius                                                              | [ 138 ] |
| 2025 | «The Swimming Pool»                                                            | Age of Aquarius                                                              | [ 139 ] |